# Gistola
Gistola, též (z ruštiny) Gestola (gruzínsky გისტოლა, Gistola, rusky Гестола) je s nadmořskou výškou 4860 m vrchol ve střední části hlavního kavkazského hřebenu na hranici mezi Gruzií (kraj Samegrelo-Horní Svanetie) a Ruskem (Kabardsko-balkarská republika). Vrchol Gistoly lze snadno poznat, jelikož vytváří typickou pyramidu se stěnami pod úhlem 45°.
Tvoří jeden z vrcholů masívu zvaného Bezengská stěna.
Z jihovýchodního svahu Gistoly (mezi Gistolou a Katyn-Tau) stéká ledovec Adiši (gruzínsky ადიშის მყინვარი, Adišis mqinvari), na kterém pramení řeka Adišisčala.